# Bad Kreuznach
Bad Kreuznach är en stad i Landkreis Bad Kreuznach i förbundslandet Rheinland-Pfalz. Staden Bad Kreuznach är belägen cirka 80 km sydväst om Frankfurt am Main i Tyskland. Ordet "Bad" kommer av att staden har varit och är en kurort.

## Vin och Bad
Bad Kreuznach ligger i vinregionen Nahe som har en lång tradition av att odla vindruvor, här produceras några av Tysklands bästa viner. Kreuznach var tidigare känt som centrum för odlingen av Nahe- och Pfalzviner. I Kreuznach framspringer flera jod- och bromhaltiga koksaltkällor, främst Viktoria-Solquelle och Elisabethquelle, vilka också har kolsyrehaltigt vatten, samt Nahe-, Oranien- och Karlshalle Hauptquellen. Temperaturen på källornas vatten varierar mellan 12 och 25 grader, de kolsyrehaltiga har främst använts för brunnsdrickning, medan de övriga använts för bad. I Bad Kreuznach finns det ett stort utbud av olika rekreationsaktiviteter för kurgäster som till exempel spa eller annihilationsterapi.

## Spår av krigen
Stadens kännetecken är två hus från slutet av 1400-talet, som är byggda på en bro, de så kallade "Brückenhäuser". I väggen i det ena huset finns en gammal svensk kanonkula från 1632, då Gustav II Adolf ockuperade staden med sina trupper under 30-åriga kriget.
Under första världskriget var Bad Kreuznach 1916-18 säte för det tyska högkvarteret.
Vid mitten av 1930-talet lät den nazistiska regimen bygga militärkaserner för Wehrmacht. De fick namnet Hindenburgkasernerna efter Paul von Hindenburg men kallas idag "Rose barracks".
I Bad Kreuznach mottog den första tyska förbundskanslern Konrad Adenauer den dåvarande franska presidenten Charles de Gaulle för att besegla det tysk-franska vänskapsförbundet efter andra världskriget.
Fram till mitten av 2001 var amerikanska trupper förlagda i staden. Det sista förbandet som lämnade Bad Kreuznach var amerikanska 1. pansardivisionen (även kallad Old Ironside).

## Bilder från Bad Kreuznach

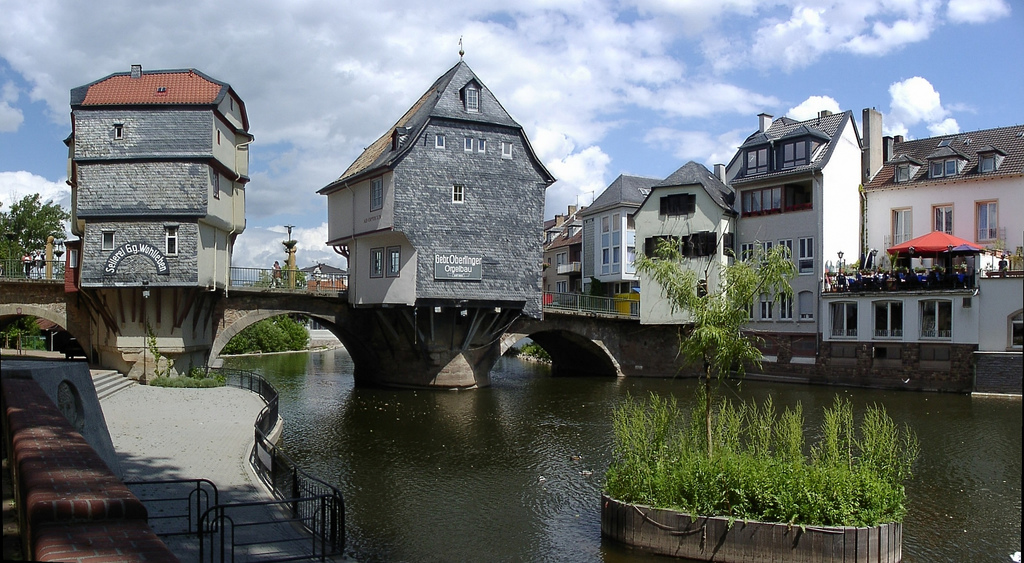
Brohusen från slutet av 1400-talet
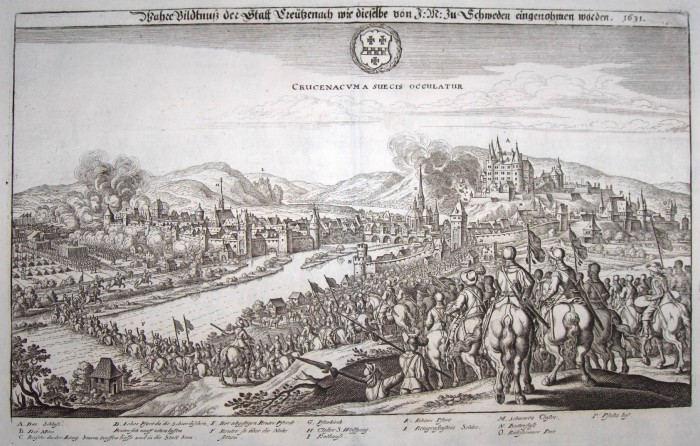
Vy över Kreuznach under 30-åriga kriget
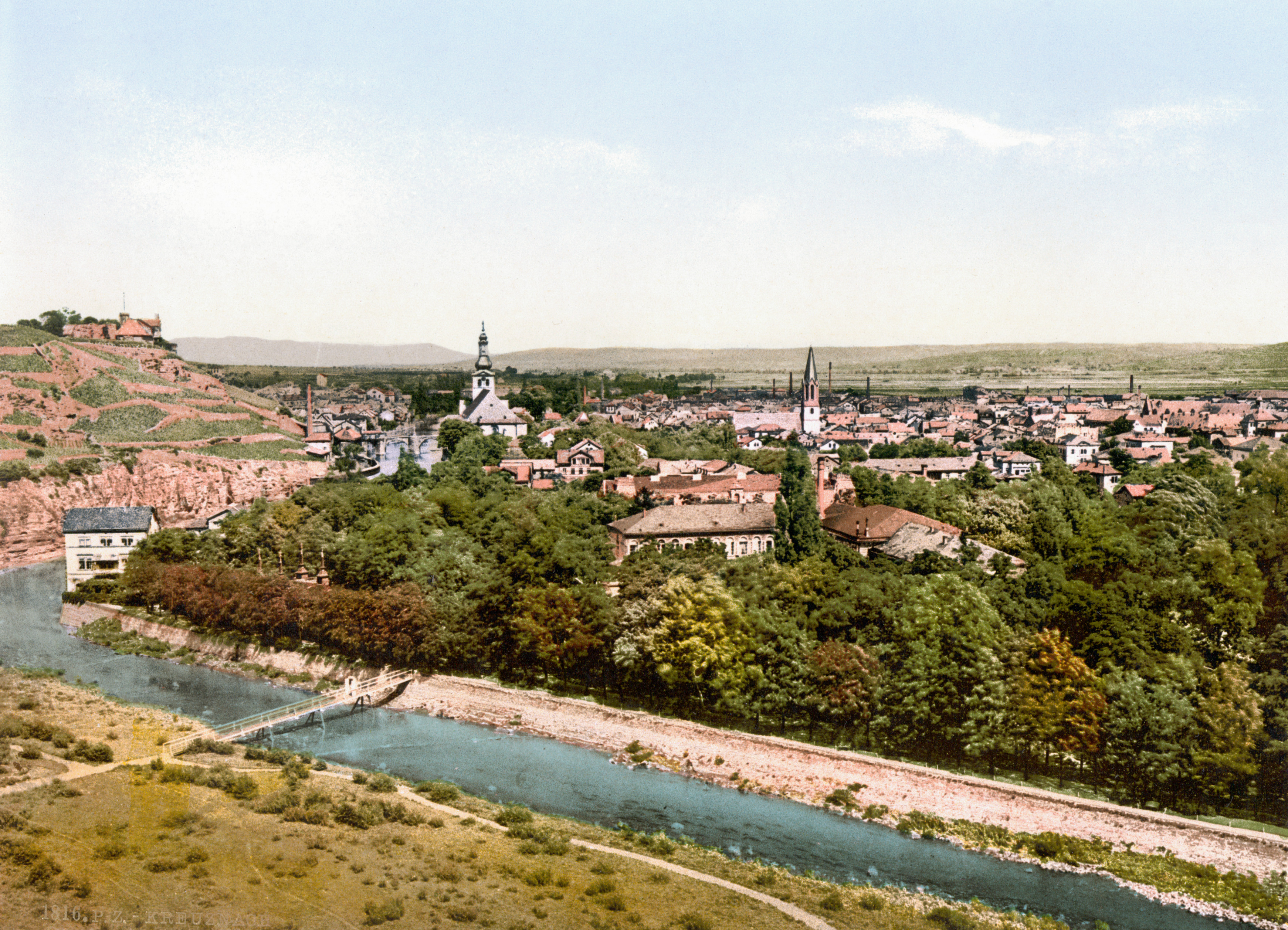
Vy över staden, omkring 1900
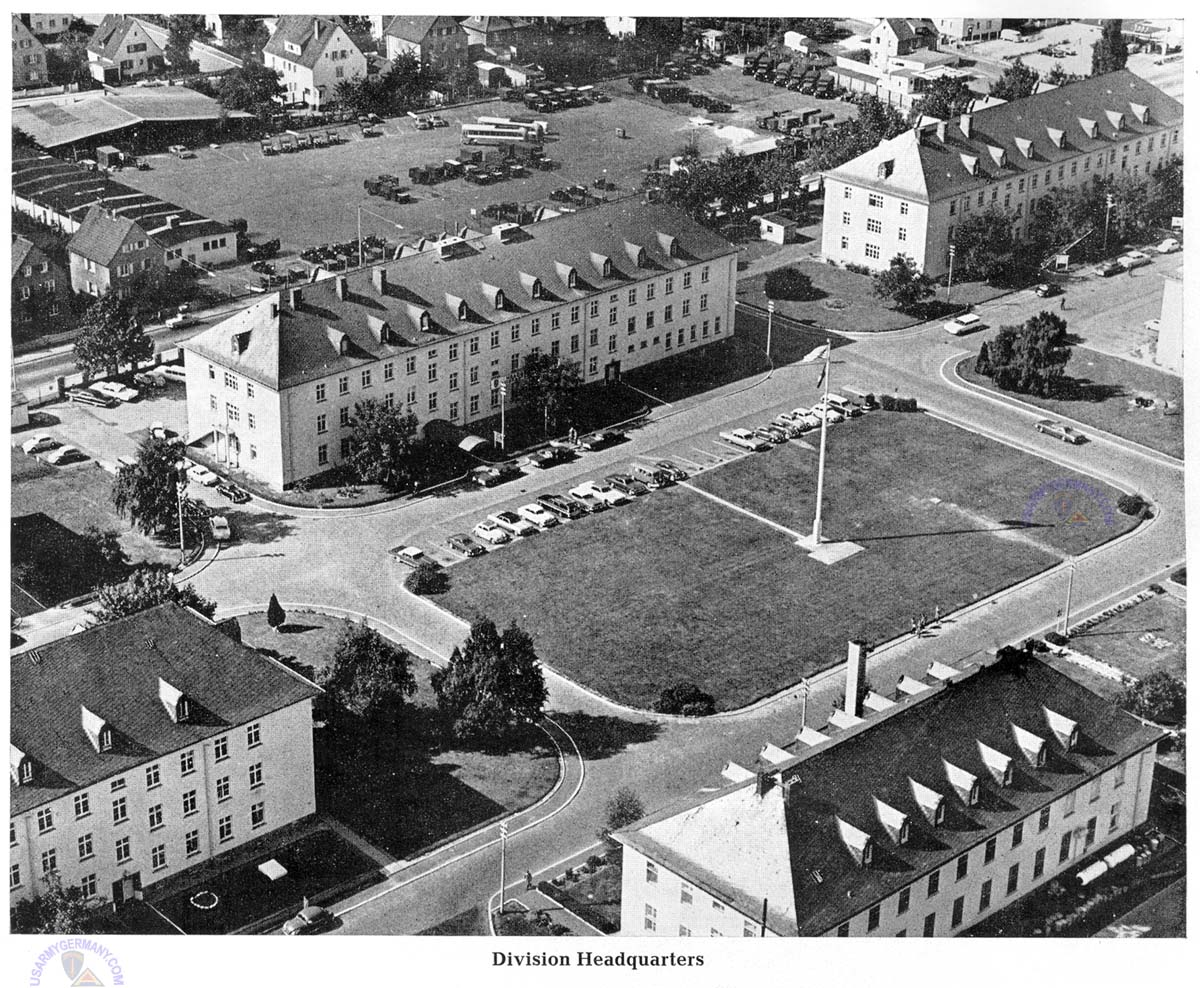
Hindenburgkasernerna byggda 1936-38